# Jacques Wauters
 (mars 2019).
Si vous disposez d'ouvrages ou d'articles de référence ou si vous connaissez des sites web de qualité traitant du thème abordé ici, merci de compléter l'article en donnant les références utiles à sa vérifiabilité et en les liant à la section « Notes et références ».
Pour les articles homonymes, voir Wauters.
Jacques Wauters est un journaliste automobile belge du milieu du XXe siècle.

## Biographie

### Les chroniques de Starter
Fin 1949 – début 1950, il écrit à l’hebdomadaire Spirou au sujet de la rubrique automobile. Expérience qu'il relate dans une interview : « Moi, fou de bagnoles, je trouvais qu’elle n’était pas bien écrite et que le rédacteur n’y connaissait rien. Alors j’ai envoyé une lettre à l’éditeur dans laquelle je lui disais, comme le gamin prétentieux et « peur de rien » que j’étais, que je pourrais en écrire une bien meilleure que celle-là. Et il m’a répondu en substance : « Puisque vous êtes si malin, faites-nous donc de meilleurs textes. On vous en commande cinq, s’ils sont bons, ils seront publiés » ! Il faut croire qu’ils ont plu puisqu’il m’en a commandés d’autres... »
C’est l’origine de la Rubrique de Starter, apparue dans le numéro 636 du 22 juin 1950.
Les premières années, Jacques Wauters illustre lui-même ses rubriques en décalquant des photos et en ajoutant au besoin des dessins techniques fort didactiques. En 1956, lorsque le journal étendra sa pagination en couleurs, les dessins seront réalisés par André Franquin mais celui-ci, très impliqué dans l'illustration du magazine, confiera dès 1957 cette tâche à son jeune associé, Jean De Mesmaeker plus connu sous son nom d’artiste Jidéhem (à partir du Spirou no 999). Il signe du nom de plume Argus la rubrique Spirou Sciences. Il tient également la rubrique Fiche technique automobile dans l'éphémère Risque-Tout en 1956.
Plus tard, jusqu’aux environs de 1966, une Rubrique de Starter sera aussi publiée dans l’hebdomadaire de programmes de radio et télévision Moustique qui appartient au même éditeur. Les rubriques sont réécrites pour un public adulte et elles sont illustrées d’une ou plusieurs photos.
Ces rubriques sont collectées en album avec un premier volume intitulé Starter Auto 1963 publié aux éditions Dupuis en 1962. Puis, les Éditions de La Sirène publient deux volumes : 60 voitures des années 1960 (1990) et 60 sportives de Starter (1992) avant que la collection « Patrimoine » des éditions Dupuis n'accueille une ultime édition en 2010,.

### Autres activités
Jacques Wauters sera aussi sollicité pour la rédaction d’un livre de la collection « Marabout Flash », Je choisis ma voiture (Éditions Gérard, 1962).
En 1964, il participe en collaborateur indépendant au lancement du mensuel Virage Auto. Jacques Wauters a suivi des études en science politique qui lui ont permis de découvrir la psychologie. Celle-ci l'amènera à devenir directeur de la conception dans la publicité.
Vers le milieu des années 1960, voyageant de plus en plus mais surtout aux États-Unis, il ralentit le rythme de sa rubrique. 
Vers 1970, il est victime d’un accident de voiture[réf. nécessaire]. Il essayera encore de revenir au journalisme automobile en 1972 en publiant le premier volet d'une rubrique humoristiquement intitulée Les sorties de route de Jacques Wauters mais la suite ne paraîtra jamais.
Jidéhem, devenu grand amateur de voitures et ayant quelquefois accompagné Wauters, reprendra épisodiquement la rédaction de la rubrique qui s'éteindra en 1978.
Après sa carrière dans la publicité, Jacques Wauters émigrera aux États-Unis avec son épouse Jacqueline où ils tiennente un country house et accompagnent des touristes dans la Santa Ynez Valley (Californie).

## Publications
- 1962 : Je choisis ma voiture, Verviers, Éditions Gérard, coll. « Marabout Flash », no 109 (OCLC 937977612)
- 1962 : StarterAuto 1963[12], Éditions Dupuis (OCLC 460716932)
- 1990 : 60 voitures des années 1960, Éditions de La Sirène ; réédité Dupuis[4],[13], coll. « Patrimoine », 2010  (ISBN 978-2-8001-4733-8)
- 1992 : 60 sportives de Starter, Sèvres, Éditions de La Sirène  (ISBN 2840450011) ; réédité aux Éditions Dupuis
- 2013 : 60 populaires de Starter, Éditions Dupuis

#### Livres
: document utilisé comme source pour la rédaction de cet article.
- Philippe Mellot, Michel Denni, Laurent Turpin et Isabelle Morzadec, Trésors de la bande dessinée : BDM 2023-2024 - Catalogue encyclopédique et Argus, Paris, Les Arènes, novembre 2022, 23e éd., 1677 p., ill. ; 23 cm (ISBN 9791037507280, OCLC 1351462460, présentation en ligne), p. 1195. .

#### Périodiques
- Louis Cance, « Remember Jacques Wauters », Hop !, Aurillac, AEMEGBD, no 84,‎ octobre 1999 (ISSN 0768-9357)